# Vanhoeffenura furcata
Vanhoeffenura furcata är en kräftdjursart som först beskrevs av Wolff 1956.  Vanhoeffenura furcata ingår i släktet Vanhoeffenura och familjen Munnopsidae.
Artens utbredningsområde är havet kring Nya Zeeland. Inga underarter finns listade i Catalogue of Life.